# Atomizador agrícola

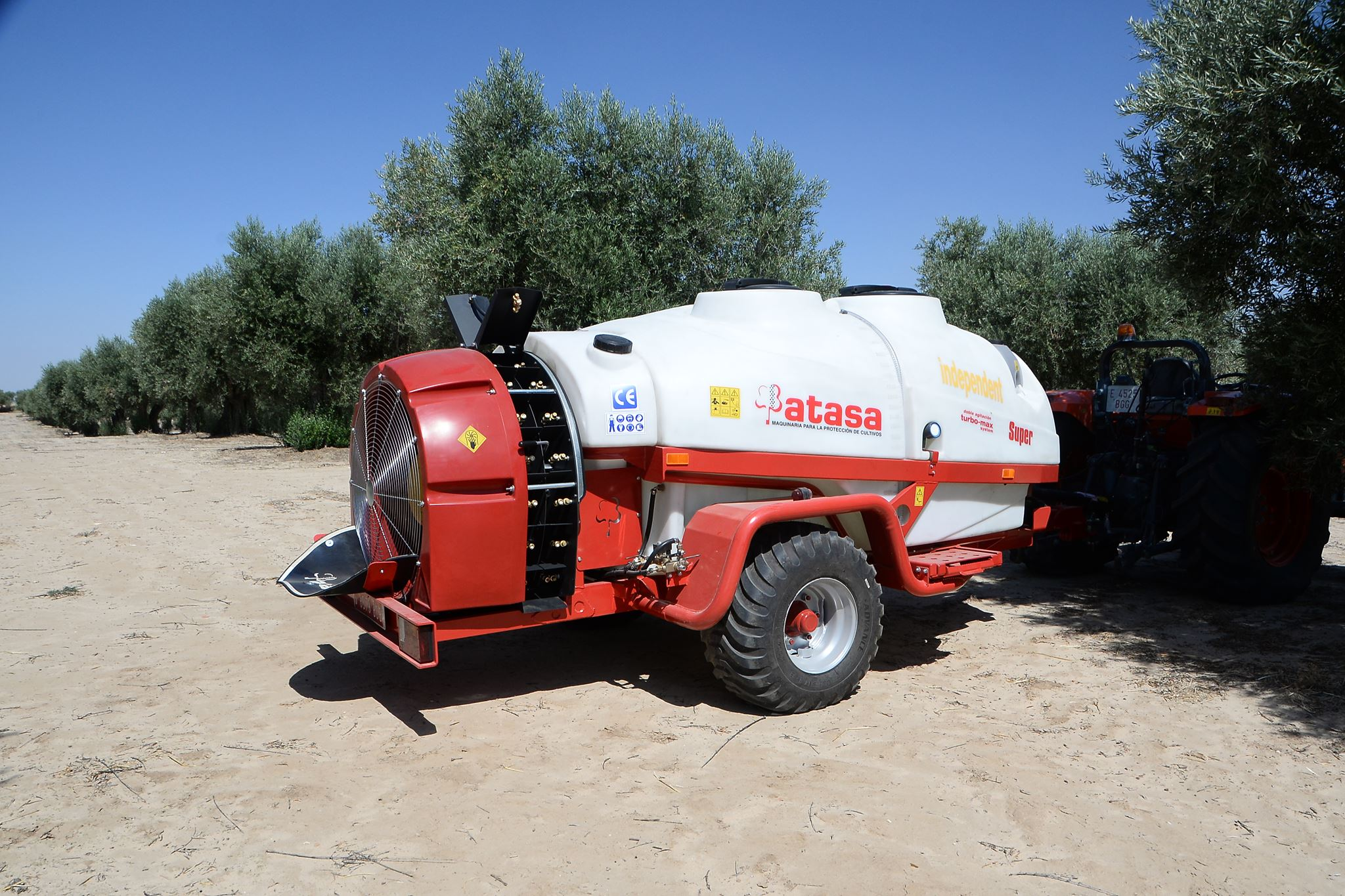
Pulverizadores Agrícolas (Atomizadores)

Un atomizador es una máquina agrícola destinada a la protección de cultivos especiales (cítricos, viña, olivos y frutales). Mediante la acción de una bomba y un grupo de aire, el atomizador realiza la pulverización de los cultivos con la aplicación de un líquido compuesto por agua y producto fitosanitario. El atomizador es una máquina agrícola que forma parte de las tareas de pre-cosecha y es utilizada para combatir y prevenir plagas y enfermedades en los cultivos.

## Características de un atomizador agrícola
Un atomizador es un equipo arrastrado por un tractor, que se acopla a este con un enganche metálico y del cual toma la fuerza para funcionar a través del acople de una transmisión. El componente más grande del atomizador es el depósito (en atomizadores profesionales esta puede ser desde 1000l, 2000l o 3000l), dentro de la cual encuentra el caldo para la aplicación del tratamiento, esto es, la mezcla de agua y producto fitosanitario pertinente en función de la enfermedad o plaga agrícola a combatir.
Dentro del depósito hay un agitador que mezcla el producto con el agua para que el líquido sea homogéneo. Una bomba ejerce la fuerza pertinente para conducir el líquido a través de las boquillas dispuestas alrededor del grupo de aire que hace que las gotas sean salgan propulsadas gracias a un caudal de aire y alcancen el árbol.

## Tipos de pulverización en función de su método de aplicación
- Pulverización hidráulica. Las gotas se producen al atravesar un líquido a presión un estrechamiento o boquilla en contacto con el aire (presión atmosférica). Las gotas llegan a su objetivo por inercia. Es, indudablemente, un buen sistema, muy utilizado aunque con el inconveniente de formar unas gotas relativamente grandes. A estos equipos se les suele llamar comúnmente pulverizadores. En este caso, al no disponer de grupo de aire, no son considerados como atomizadores y se les suele llamar comúnmente pulverizadores.
- Pulverización hidroneumática. Es una variante de la pulverización hidráulica. Se trata de ayudar a la gota a llegar a su objetivo con la energía del aire. Con este método se consiguen gotas más pequeñas, lo que ocasiona una mejor infiltración y menor sensibilidad al viento. A estos equipos se les denomina atomizadores.
- Pulverización neumática. Las gotas se producen por el choque de la vena líquida que incide, en flujo laminar, con chorro de aire a presión. Produce gotas más pequeñas que incluso el atomizador. El nombre en el mercado es el de equipo nebulizador.
- Pulverización centrífuga. La fuerza centrífuga generada por un elemento giratorio que recibe el líquido por el eje de giro y que lo expulsa, con diferente fuerza, en función del régimen de giro y el diámetro del elemento. El tamaño de gota es muy variable en función del régimen de giro del elemento rotor.

## Historia de los atomizadores agrícolas
En el periodo 1890-1940, los avances mecánicos (fuerza a vapor, motores de gasolina, regulación a presión, etc), dieron lugar a la evolución de las pistolas de presión para aplicar tratamientos en los árboles frutales. Con ello, la mayoría de los agricultores comenzaron a aplicar productos químicos mediante el uso de pistolas de pulverización de alta presión. Se trataba de un formato exigente y laborioso, ya que se requería que tres personas aplicaran los productos químicos: un conductor del tractor y una persona a cada lado de la plataforma para rociar las filas de los árboles.
En general, dicha aplicación se realizaba usando varillas de pulverización manuales con pulverización presurizada que se proporciona desde un tanque móvil con una bomba de motor a gasolina, o una red de líneas de suministro de pulverización presurizadas en un huerto. Con esta técnica, un operario/agricultor podía aplicar manualmente de (1 a 1.5 acres por día), esto equivale a apróx 0,4-0,6 hectáreas/día.
A partir de la Segunda Guerra Mundial, empezó a innovarse buscando mejora de aplicación y ahorro de tiempo, por la escasez de mano de obra después de la guerra, el desarrollo generalizado de plaguicidas efectivos y la demanda de fruta de alta calidad. El gran interés en esta tecnología por parte de los productores impulsó un aumento en el estudio de ingeniería de la aspersión asistida por aire. Los factores de pulverización estudiados incluyeron la velocidad del aire y el volumen del chorro de aire, el espectro de tamaño de gota de las boquillas y la velocidad de desplazamiento del pulverizador.
Así, el esfuerzo invertido en la mejora de la tecnología permitió ahorrar dinero por la reducción del tiempo y la mano de obra requerida ya que la velocidad de trabajo aumentó considerablemente con un hombre por cada 3-4hectarías/día. De este modo, se logró mejorar el control de plagas puesto que la pulverización podía realizarse más rápida y fácilmente en períodos críticos como la primavera. Los beneficios de ahorro de mano de obra y el rendimiento superior de los pulverizadores (air assisted sprayers) hizo que se adoptaran rápidamente por los agricultores a partir de 1950.
A finales de los años 60 ya comenzaron a producirse los atomizadores tal y como los conocemos hoy en día. Durante las décadas de 1980-1990 comenzaron a desarrollarse los primeros atomizadores modernos con mandos de control e implementando mejores prestaciones. A pesar de realizar una buena aplicación del producto fitosanitario, estos equipos generan mucha deriva (pérdida de producto en el medio ambiente) por lo que representan una fuente de contaminación. Asimismo, requieren mano de obra especializada para su utilización. Por estos motivos, los atomizadores han ido mejorándose progresivamente buscando mayor efectividad, eficiencia y disminución del impacto medioambiental. Para el progresivo desarrollo de nuevos atomizadores, se han tenido en cuenta los parámetros de calibración según los cultivos (velocidad, presión, tamaño de boquilla).
Los avances en las tecnologías de la información y la comunicación aplicados al campo han permitido mejorar las funcionalidades y prestaciones de las máquinas agrícolas. El los nuevos equipos de pulverización buscan mejorar la eficacia y eficiencia, reduciendo consumo y deriva al medio ambiente para impulsar una agricultura sostenible.